# بانغرا
بانغرا نوع من الموسيقى والغناء والرقص أصله من بنجاب في الهند وباكستان وانتشرت في العالم كنوع من «موسيقى العالم» خصوصا بعد هجرة العديد من البنجابيين إلى بريطانيا، وأصبحت موجة البانغرا معروفة في أغلبية دول العالم.
من أهم الآلات المستعملة في البانغرا الدهول، الكيبورد، والسيتار والإيتار بالإضافة إلى الآلات الإيفاعية العديدة. كما تجرى في مختلف الأمكنة مسابقات للرقص والعزف في هذه الموسيقى.
ومن مؤسسي البانغرا المشهورين: ساهوتاز، ملكيت سينغ، هيرا، وبالي ساغو.

## معرض الصور

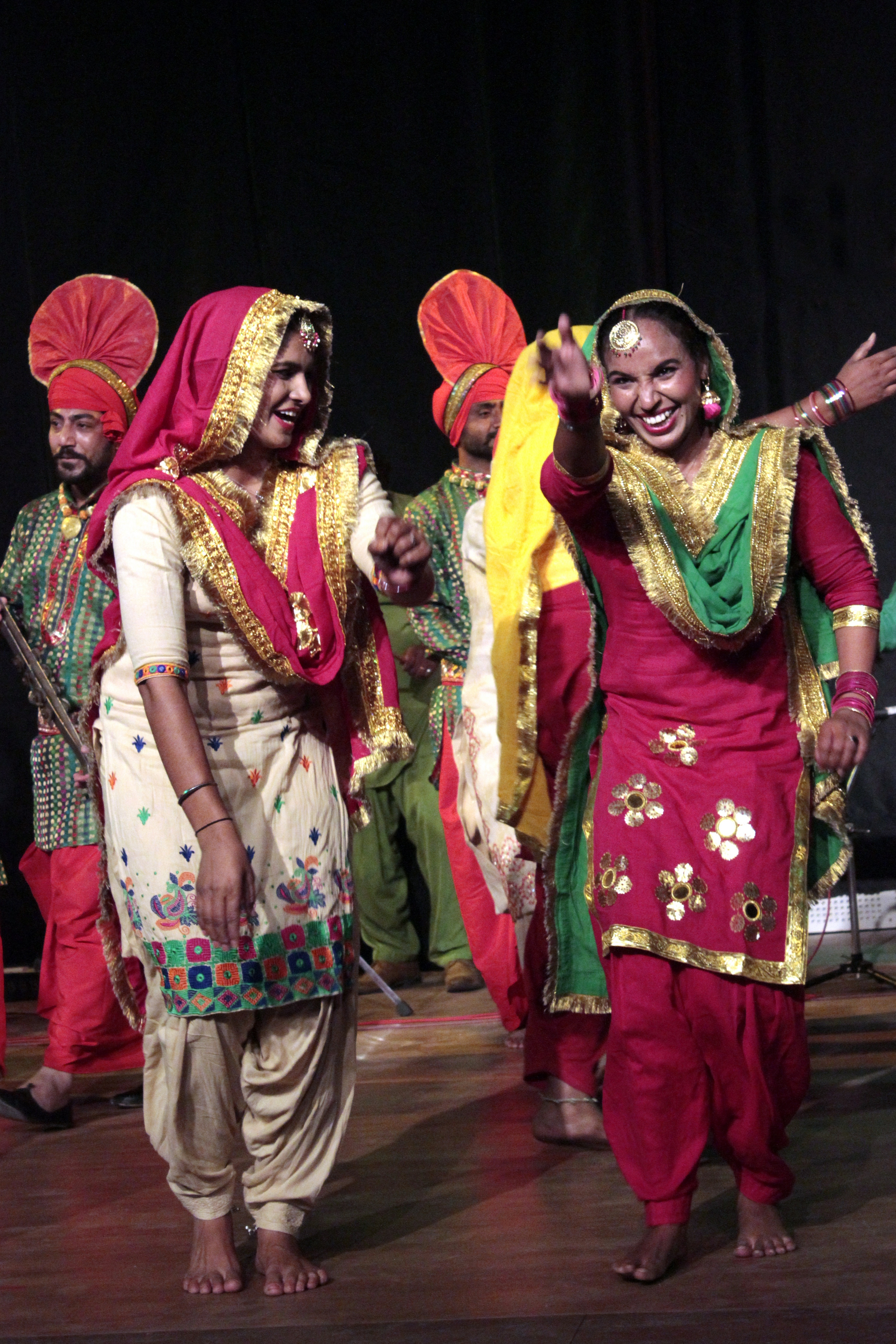
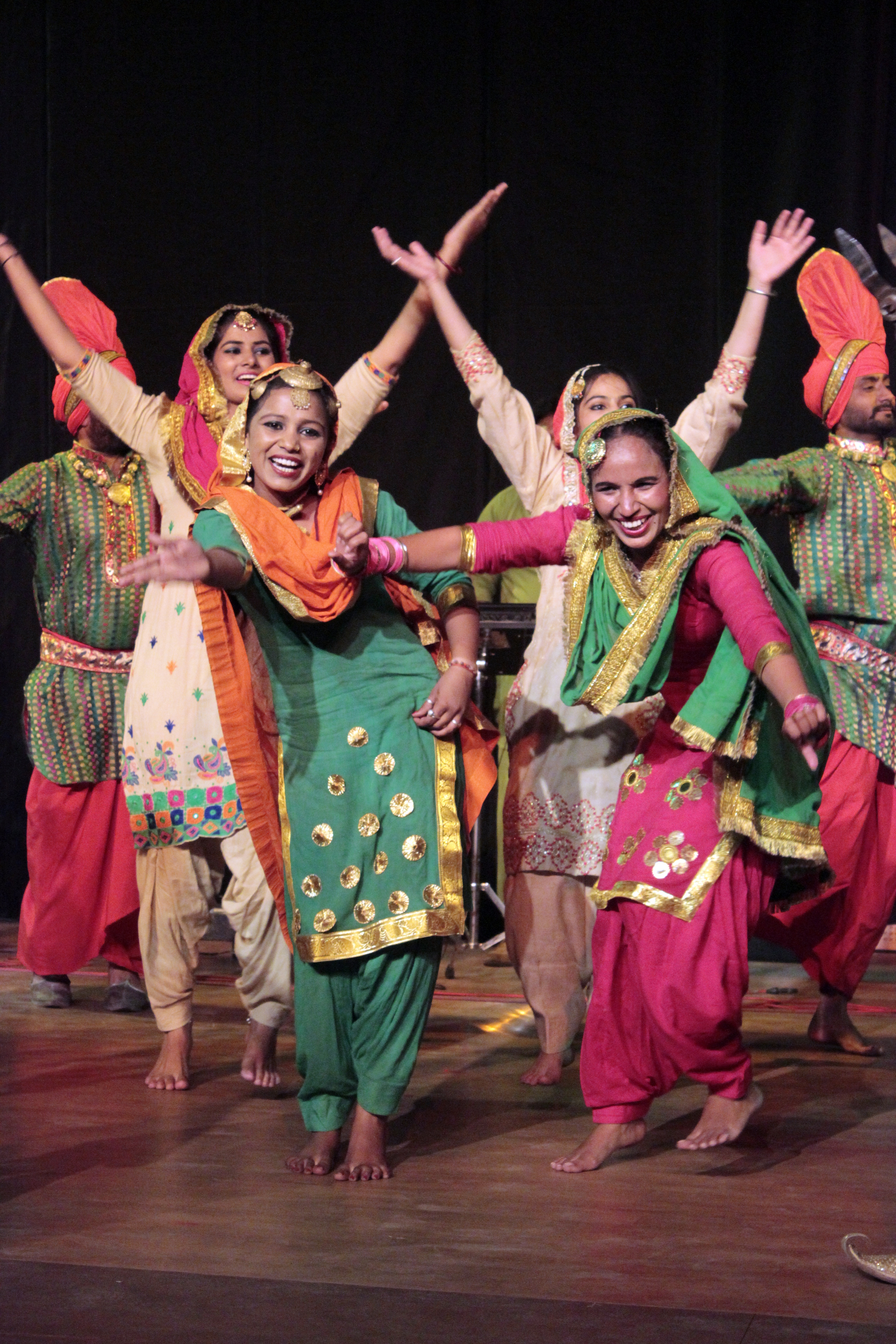
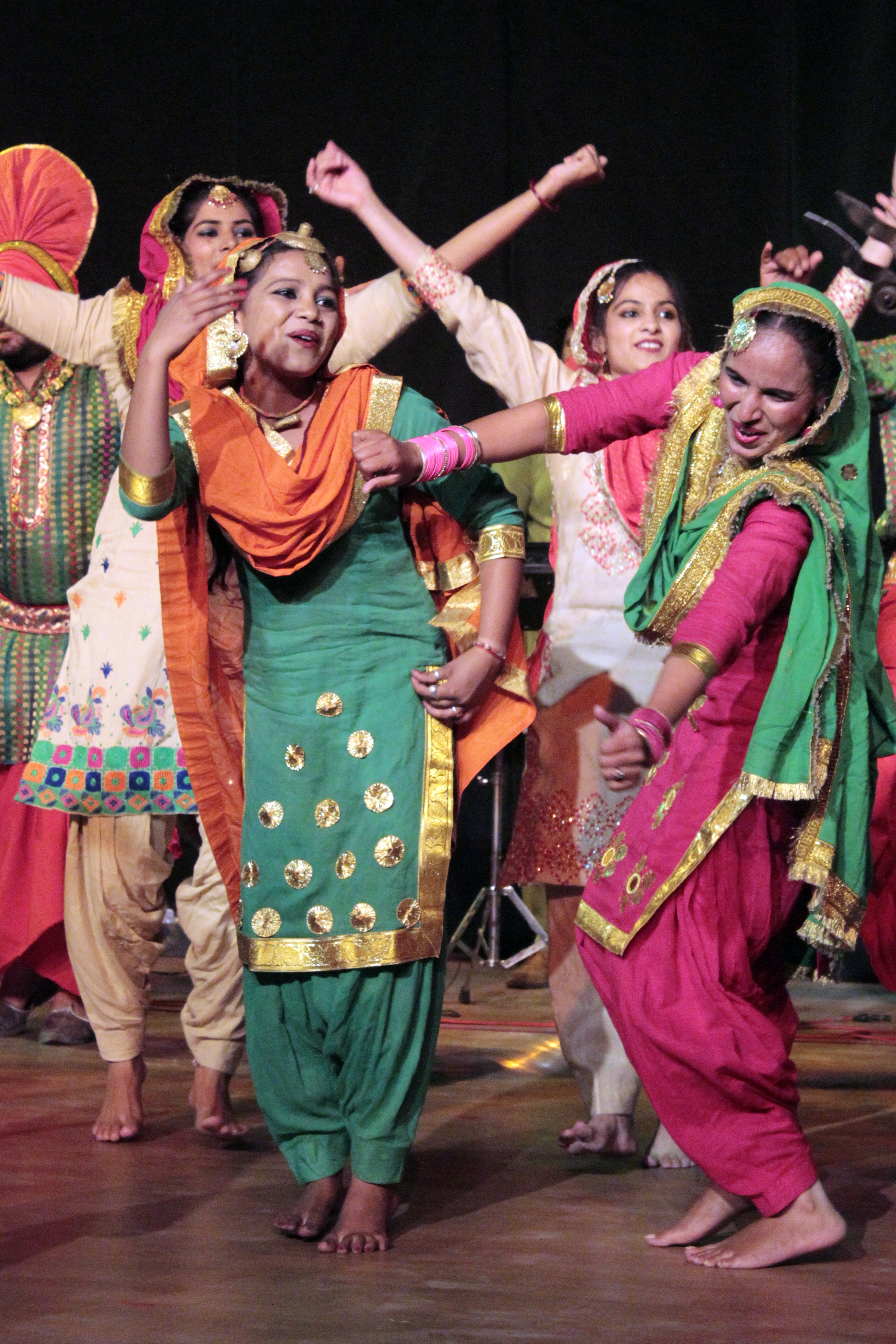
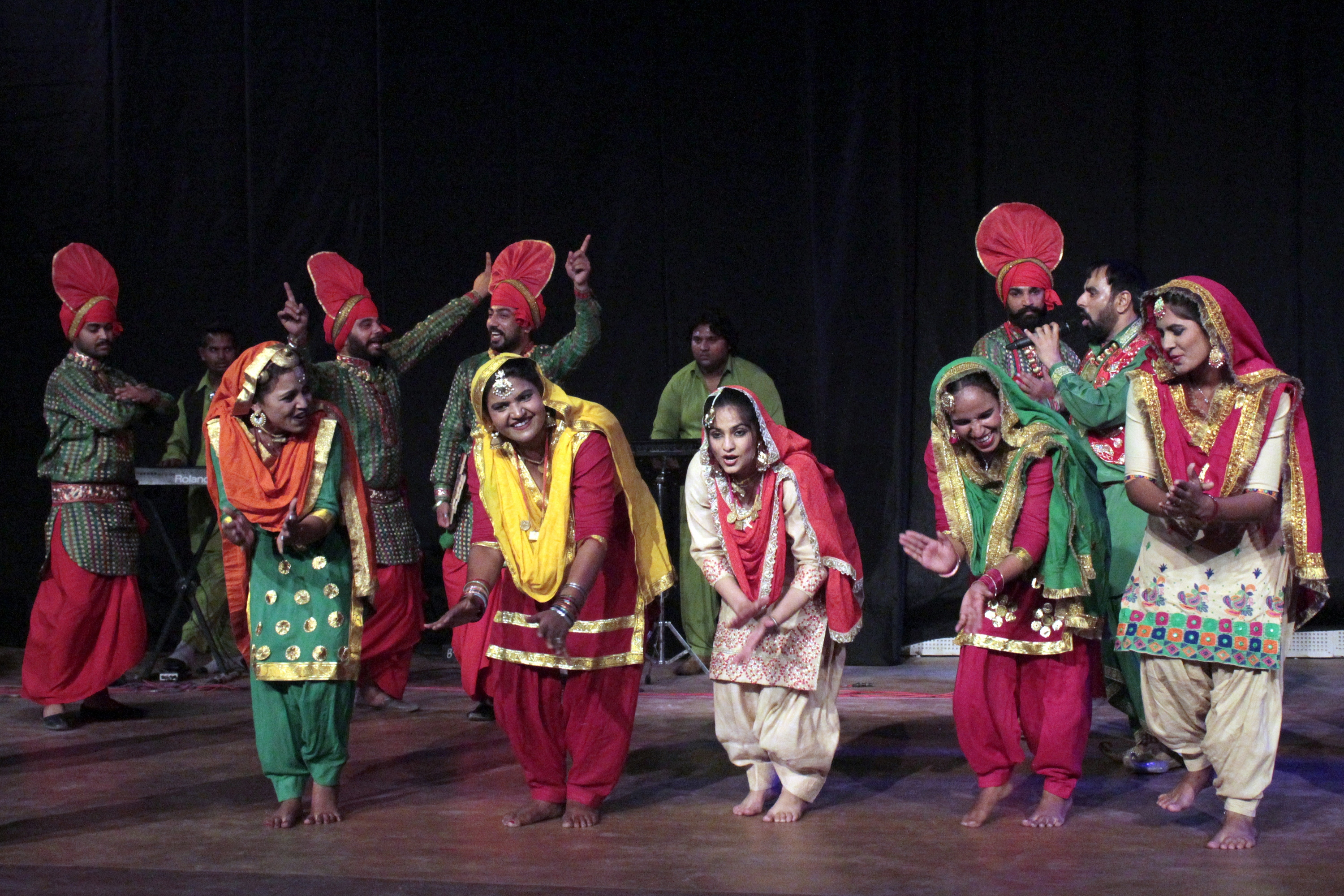